# Saint Anne

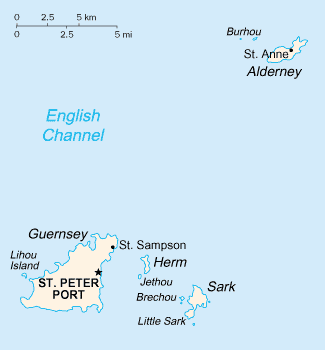
Karte Saint Anne auf Alderney (rechts oben)

Saint Anne ist der Hauptort der britischen Kanalinsel Alderney. Sie ist zugleich die einzige Ortschaft auf der Insel. Sie hat etwa 2.000 Einwohner.
In Saint Anne befindet sich der Flughafen der Insel. Mittelpunkt des Ortes ist die Kirche Sainte Anne, die 1850 geweiht wurde und auch als „Cathederal of the Channel Islands“ bezeichnet wird. Sie ist bekannt für ihr Geläut von zwölf Glocken.

## Weblink
- Parish Church of Saint Anne (englisch), abgerufen am 30. März 2013

|  |  |

Koordinaten: 49° 43′ N, 2° 12′ W